# Osvaldo Bido
Osvaldo Bido (Los Hidalgos, República Dominicana, 18 de octubre de 1995), es un jugador profesional dominicano de béisbol que se desempeña en la posición de lanzador en Athletics, equipo de las Grandes Ligas de Béisbol (MLB).

## Carrera
Bido hizo su debut en la MLB con el equipo Pittsburgh Pirates, en el cual jugó una temporadas (2023), después pasó a Athletics, donde lleva jugando una temporada.